# Parque natural de la Sierra Helada
La Sierra Helada (en valenciano Serra Gelada) es un espacio natural protegido español situado en la provincia de Alicante, en la Comunidad Valenciana. Forma parte de la red de parques naturales de la Comunidad Valenciana desde el 29 de julio de 2005. Está formada por un impresionante relieve, que se alza abruptamente desde la planicie de Benidorm y Alfaz del Pi. La sierra da lugar en su frente litoral a acantilados de más de 300 m de altura y alberga reductos de vegetación de un valor excepcional, como la interesante duna fósil colgante y la peculiar vegetación que la coloniza. Además, la sierra comparte diversos endemismos botánicos con el vecino Peñón de Ifach.
Las numerosas especies de peces, crustáceos y otros invertebrados que encuentran en estos fondos las condiciones adecuadas para prosperar, hacen que, unido a su valor natural, exista un innegable interés económico por su carácter de recurso pesquero.
La mayor singularidad de la zona se debe probablemente al hecho de que estas excepcionales condiciones naturales se dan en un entorno turístico muy frecuentado. De ahí que la figura de parque natural resulte idónea para conseguir los objetivos de declaración de este espacio, partiendo de la necesidad de equilibrar el desarrollo socioeconómico con la conservación de los recursos y valores de los espacios naturales. Lo visitaron en el año 2006 unas 131 000 personas, lo que supera con diferencia a todos los parques de la Comunidad Valenciana, incluso a varios parques nacionales.[cita requerida]

## Orografía

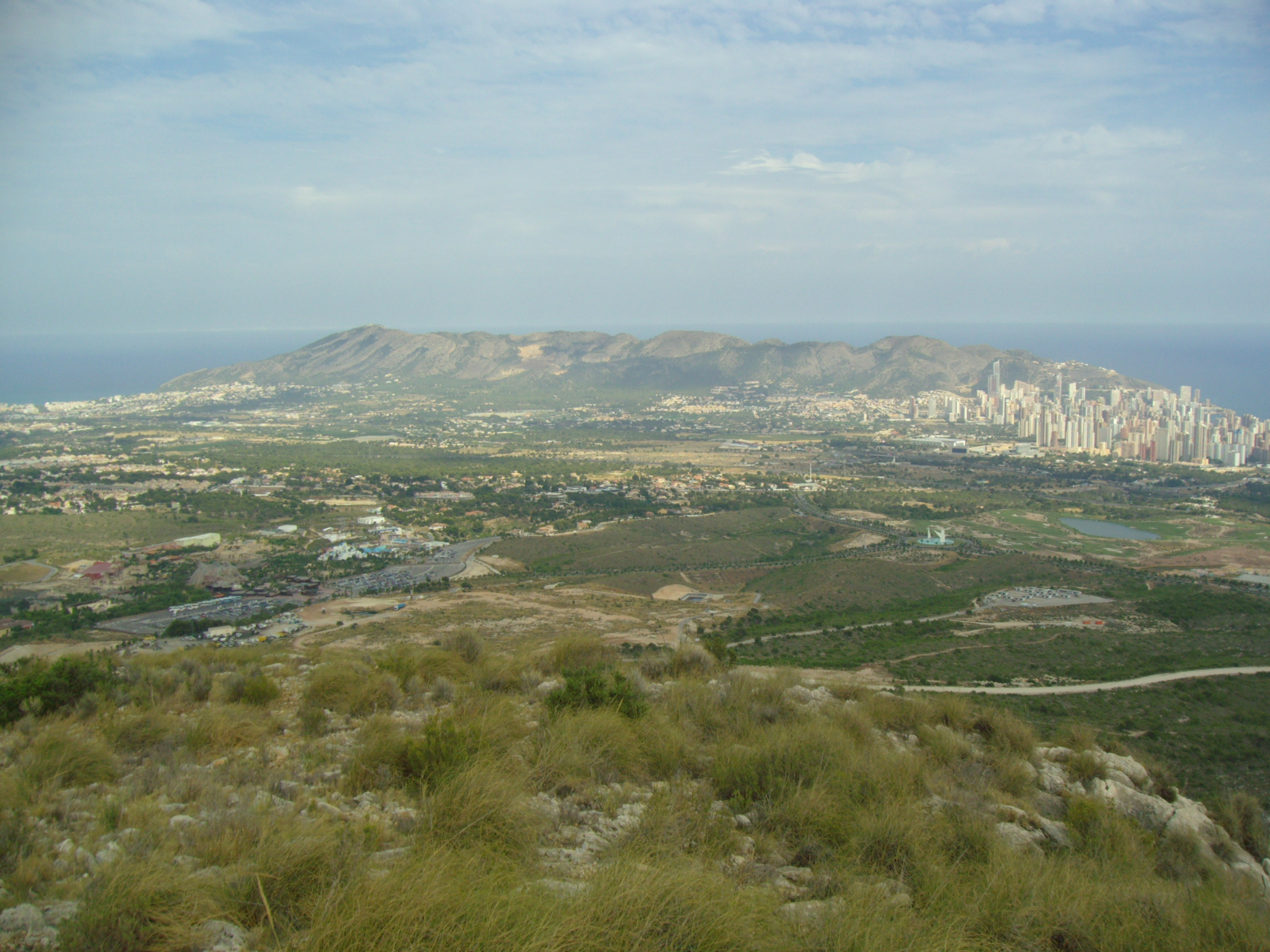
Vista desde la Sierra Cortina.

La Sierra Helada constituye una pequeña alineación montañosa de orientación NE-SO que separa las bahías de Benidorm y Altea. Se caracteriza por su perfil asimétrico, que queda patente a lo largo de los 6 km de longitud. Su flanco SE forma una impresionante costa escarpada, mientras que el flanco NO muestra una vertiente mucho más suave, fuertemente diseccionada por la red de drenaje. El punto más alto es el Alto del Gobernador, donde se sitúan antenas de radio con 430 m de altitud.
El origen, tanto de la sierra como de los islotes Mitjana y de la Isla de Benidorm, es tectónico, probablemente del comienzo del plioceno. El acantilado está formado por materiales de diferente resistencia a la erosión, como areniscas calcáreas y calcarenitas, más resistentes, o margas más erosionables. Esto confiere al acantilado un aspecto característico, donde se alternan morfologías que suceden acantilados con taludes en un paisaje único.
Por otro lado, el islote de la Olla es de origen terciario, del paleógeno, y constituye una isla plana formada fundamentalmente por una antigua terraza marina. Tienen también interés las cuevas de origen cárstico que se abren a lo largo de la sierra, entre las que cabe destacar la cueva del Faro del Albir, recientemente explorada y destacable por la presencia de estalactitas y estalagmitas en su interior. También está la Torre de les Caletes, situada en la Punta de les Caletes en Benidorm, que ha tenido durante muchos años una gran importancia y que ahora está en estado de total abandono, por lo que el ayuntamiento de Benidorm podría recuperarla por su gran singularidad.
Como puntos de especial interés geológico y paisajístico, destacan:
- En la sierra: el acantilado, por sus fracturas, entre las que destacan las fallas de la Punta de la Escaleta y la Punta del Albir. La presencia de eolianitas y dunas fósiles, las cuevas, en particular la Boca de la Balena, y los yacimientos paleontológicos y trazas fósiles distribuidas por la columna cretácida de la sierra.

- En la Isla de Benidorm: el propio islote, porque su perfil se sumerge delatando la continuidad estructural con la sierra y ayuda a interpretar el paisaje.

## Reserva marina

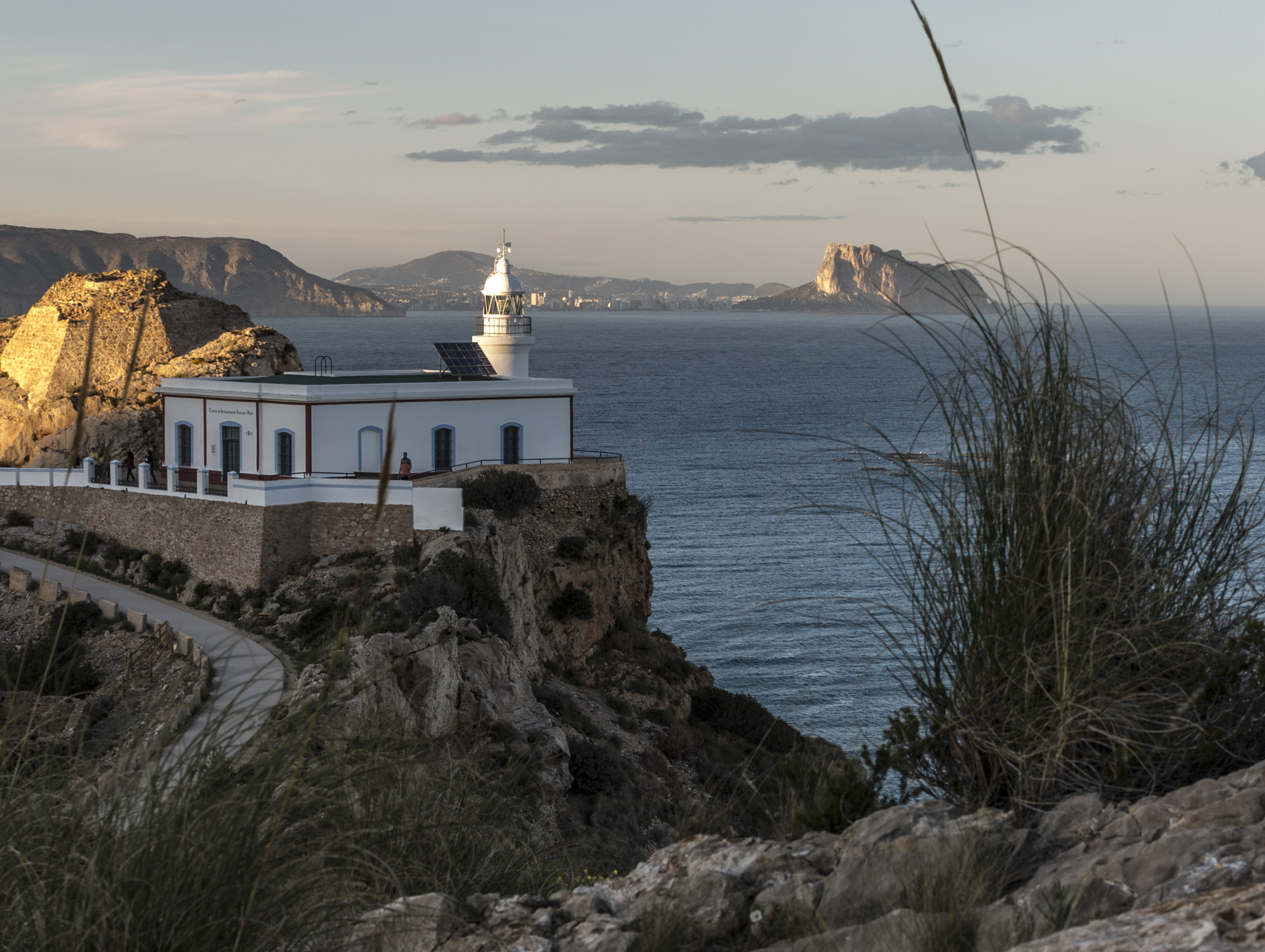
Faro del Albir.

El espacio natural protegido abarca, además, un ámbito marino que de manera general presenta una pendiente moderada con una amplia llanura entre los 15 a 30 m. Enfrente de los acantilados de la Sierra Helada y de Toix, los fondos marinos presentan fuertes pendientes y la isóbata de los 20 m se alcanza a pocos metros de la costa. Entre los accidentes submarinos más notables destaca el arrecife rocoso ubicado al sur de la Isla de Benidorm, conocido como la Losa. El contrafuerte occidental de la Sierra Helada, lo forman los enclaves del Colina de la Cala, la punta Canfali, y la propia Isla de Benidorm; que constituyen una zona de costas bajas y arenosas que dan lugar a las playas de Levante y Poniente.

## Vegetación
La sierra Helada constituye un enclave de gran riqueza florística, con una destacada presencia de especies vegetales de gran interés, muchas de ellas protegidas en diferente grado por la legislación vigente, al tratarse de especies amenazadas. Por esta razón, la Sierra Helada tiene dos microrreservas de flora.
Las formaciones de pino carrasco (Pinus halepensis) representan en muchos sectores de la sierra el único testimonio actual de vegetación arbórea.
En el medio marino aparecen especialmente relevantes las praderas de Posidonia y Cymodocea, aunque también hay que destacar entre otros hábitats las cuevas y arrecifes marinos.

## Fauna

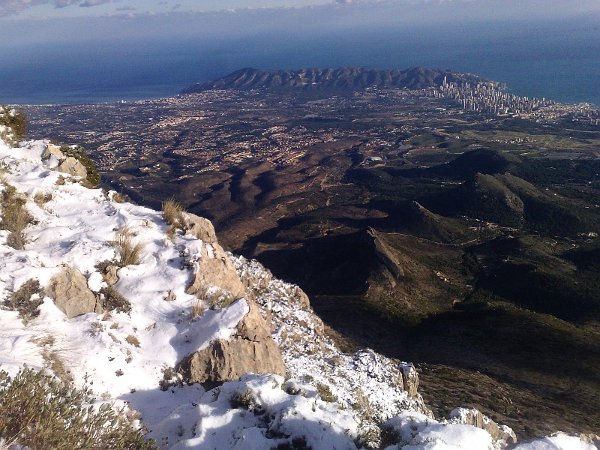
Vista de La Sierra Helada y Benidorm desde el Puig Campana.

La fauna terrestre de mayor interés la constituyen las aves marinas. La zona puede considerarse la segunda en importancia de este tipo de aves en la Comunidad Valenciana, después del archipiélago de las Islas Columbretes. La especie más interesantes es el paíño europeo, el cormorán moñúdo y la gaviota de Audouin. Aunque también son relevantes las rapaces, como el halcón peregrino. Otras especies de interés son la pardela cenicienta, la pardela balear y el alcatraz común.
En el ámbito marino, son numerosas las especies animales que merecen una mención por su importancia o estado de conservación. Entre estas, cabe indicarse a Dendropoma petraeum y la nacra, además de numerosas taxonomías de peces, crustáceos y otros invertebrados.